# L'Honorable Monsieur Sans-Gêne
Pour plus de détails, voir Fiche technique et Distribution.
L'Honorable Monsieur Sans-Gêne (The Rake's Progress) est un film britannique réalisé par Sidney Gilliat, sorti en 1945.

## Fiche technique
- Titre original : The Rake's Progress
- Titre français : L'Honorable Monsieur Sans-Gêne
- Réalisation : Sidney Gilliat
- Scénario : Sidney Gilliat, Frank Launder et Val Valentine (en)
- Photographie : Wilkie Cooper
- Montage : Thelma Connell (en)
- Musique : William Alwyn
- Production : Sidney Gilliat et Frank Launder
- Pays de production : Royaume-Uni
- Format : Noir et blanc - 1,37:1
- Genre : drame
- Durée : 110 minutes
- Date de sortie : 1945

## Distribution
- Rex Harrison : Vivian Kenway
- Lilli Palmer : Rikki Krausner
- Godfrey Tearle : Colonel Robert Kenway
- Griffith Jones : Sandy Duncan
- Margaret Johnston (en) : Jennifer Calthorp
- Guy Middleton (en) : Fogroy
- Jean Kent : Jill Duncan
- Marie Lohr : Lady Angela Parks
- Garry Marsh (en) : Sir Hubert Parks
- David Horne : Sir John Brockley
- Joan Hickson : Miss Parker